# Drochów Górny
Drochów Górny – wieś w Polsce położona w województwie świętokrzyskim, w powiecie kieleckim, w gminie Morawica.
| SIMC    | Nazwa       | Rodzaj    |
| ------- | ----------- | --------- |
| 0234850 | Góra        | część wsi |
| 0234867 | Komorówki   | część wsi |
| 0234873 | Ławki       | część wsi |
| 0234880 | Pagóry      | część wsi |
| 0234896 | Podkościele | część wsi |
| 0234904 | Podrzecze   | część wsi |
| 0234910 | Podwale     | część wsi |
| 0234927 | Prebenda    | część wsi |
| 0234933 | Trzcianka   | kolonia   |
| 0234940 | Wygwizdów   | kolonia   |

W latach 1975–1998 miejscowość administracyjnie należała do województwa kieleckiego.